# BlaZeon
BlaZeon: The Bio-Cyborg Challenge (ブレイゾン?, Bureizon) è un videogioco sparatutto a scorrimento orizzontale per arcade, pubblicato dalla Atlus nel 1992, di cui uscì anche una versione per Super Nintendo Entertainment System lo stesso anno. La caratteristica principale del gioco è quella di permettere al giocatore, tramite un particolare dispositivo, di paralizzare robot nemici per poi controllarli.

## Trama
Un'armata spaziale conosciuta come Imperial Earth Army è stata inviata al di fuori del sistema solare. Per motivi sconosciuti si ripresenta al suo ritorno munita di robot viventi giganti, conosciuti come Bio-Cyborg, che utilizza per dominare la Terra e opprimere i suoi abitanti. Verrà allora lanciata una controffensiva a sorpresa contro la Imperial Earth Army, con l'ausilio di un'arma di recente sviluppo che permette di prendere il controllo dei Bio-Cyborg.

## Modalità di gioco
Il giocatore controlla la Garland TFF-01, una navicella spaziale da combattimento al di sotto dello standard, armata solo di un laser automatico o di uno semi-automatico conosciuti rispettivamente come Tranquilander e Beam Vulcan. Alcune unità nemiche possono essere catturate e utilizzate in gioco col Tranquilander del giocatore; quando ciò succede, la navicella assume i connotati del nemico catturato, ottenendo anche il controllo delle sue armi e le tecniche di attacco.
Il gioco si sviluppa su 5 livelli, ognuno dei quali prevede alla fine un boss da sconfiggere. In tutti i livelli, meno il primo, bisogna affrontare anche un miniboss, solitamente a metà stage.
Il giocatore ha la possibilità di incrementare notevolmente il proprio punteggio riuscendo a sconfiggere i boss entro un certo limite di tempo. All'inizio di ogni battaglia parte infatti un conto alla rovescia: se il boss viene sconfitto prima che il timer raggiunga lo zero, un bonus punti relativo al tempo rimanente va ad aggiungersi allo score del giocatore.
Tre sono le vite inizialmente a disposizione: vite extra vengono ottenute ogni 300.000 punti.
Si usano un joystick (per gli spostamenti), e due tasti: A per sparare, B per selezionare lo sparo e catturare i Bio-Cyborg.

## I Bio-Cyborg
- Mars: Un Bio-Cyborg armato con il Mega Cannon (Mega Cannone) che spara in tre direzioni e dotato di tre Atomic Shields (Scudi Atomici), che sono barriere circolari esplosive della durata di due secondi che proteggono il cyborg dai pericoli.

- Grain Beat/Odyssey: Un Bio-Cyborg armato solo di due cannoni Funnel (cannoni laser, letteralmente: Imbuto) che possono essere disposti in tre configurazioni diverse di fuoco frontale.

- Shadow Blade: Il Bio-Cyborg più veloce, utilizza i Twin Cannons (Cannoni Gemelli) e il Dimension Field (Campo Dimensionale), che rende la navicella invulnerabile per dieci secondi.

- Titan: Un Bio-Cyborg muscoloso, armato dello Slice Laser (Laser Affettante) e dotato di missili a ricerca illimitati.

- Neptune: Un Bio-Cyborg dotato di corna e armato con il Wide Lazer (Laser Ampio) e due Hyper-Bombs (Super-Bombe), che generano potenti esplosioni dirette in avanti.

- Baron: Un Bio-Cyborg alato, armato con la Sonic Gun (Cannone Sonico) ed equipaggiato con un numero illimitato di Diffusing Bombs (Bombe a Frammentazione), un tipo di bombe che colpiscono le unità di terra.

- Hyper D: Il più lento dei Bio-Cyborg, è equipaggiato con il Beam Gun (Cannone a Raggi), in grado di sparare due raggi laser diagonali ed è dotato di Vertical Shields (Scudi Verticali) illimitati, un'arma a bengala che, oltre a far danno ai nemici, distrugge la maggior parte dei loro proiettili.

## Versione per Super NES
BlaZeon ricevette una conversione per Super NES, tuttavia ci sono alcune differenze sostanziali tra le due versioni:
- Il filmato introduttivo animato dell'originale è stato completamente rimosso dalla versione per console.
- La modalità cooperativa a due giocatori è stata rimossa dalla conversione, in compenso qui si ha la possibilità di scegliere il colore della propria navicella e anche la difficoltà del gioco.
- Molti nemici comuni non sono presenti nella versione casalinga.
- Nel secondo livello molte parti dell'astronave da battaglia Guanols sono state tagliate nella versione per SNES, incluso il mezzo trasportante le tre unità che compongono il boss del livello.
- Il terzo e il quarto livello sono invertiti tra loro, inoltre quello con ambientazione sotterranea (Shurice, ovvero il terzo nella versione arcade e il quarto nella SNES) presenta un differente miniboss e un design grafico che nella SNES appare totalmente innovato.
- Il filmato finale (contenente solo i titoli di coda) è stato rimosso completamente dalla versione per SNES; il gioco ricomincia immediatamente con lo stesso numero di vite e lo stesso punteggio con cui è stato terminato, ma con un livello di difficoltà più alto.